# استیا آنتیکا
اُستیا آنتیکا (به ایتالیایی: Ostia) یک منطقهٔ مسکونی در ایتالیا است که در رم واقع شده‌است.

## تاریخ
در دوران جمهوری روم و امپراتوری روم، این شهر بندر اصلی رومیان بر دریای مدیترانه بود. بانی این بندر را آنکوس مارکیوس، چهارمین پادشاه روم، می‌دانند. امروزه، شهر کنونی اوستیا بخش اعظم آن را دربرمی‌گیرد.

## نگارخانه

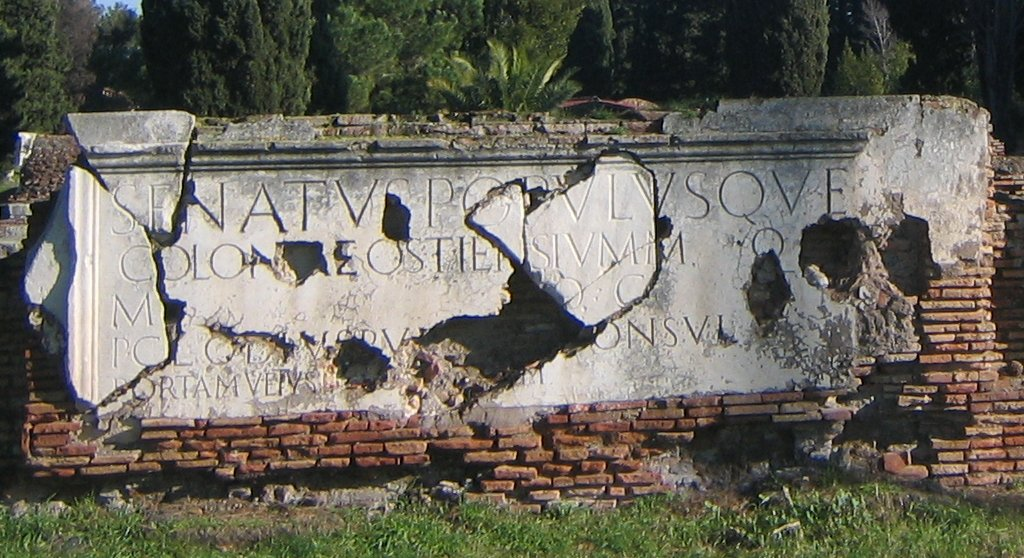
کتیبه اصلی در دروازه اصلی قرار گرفته است.
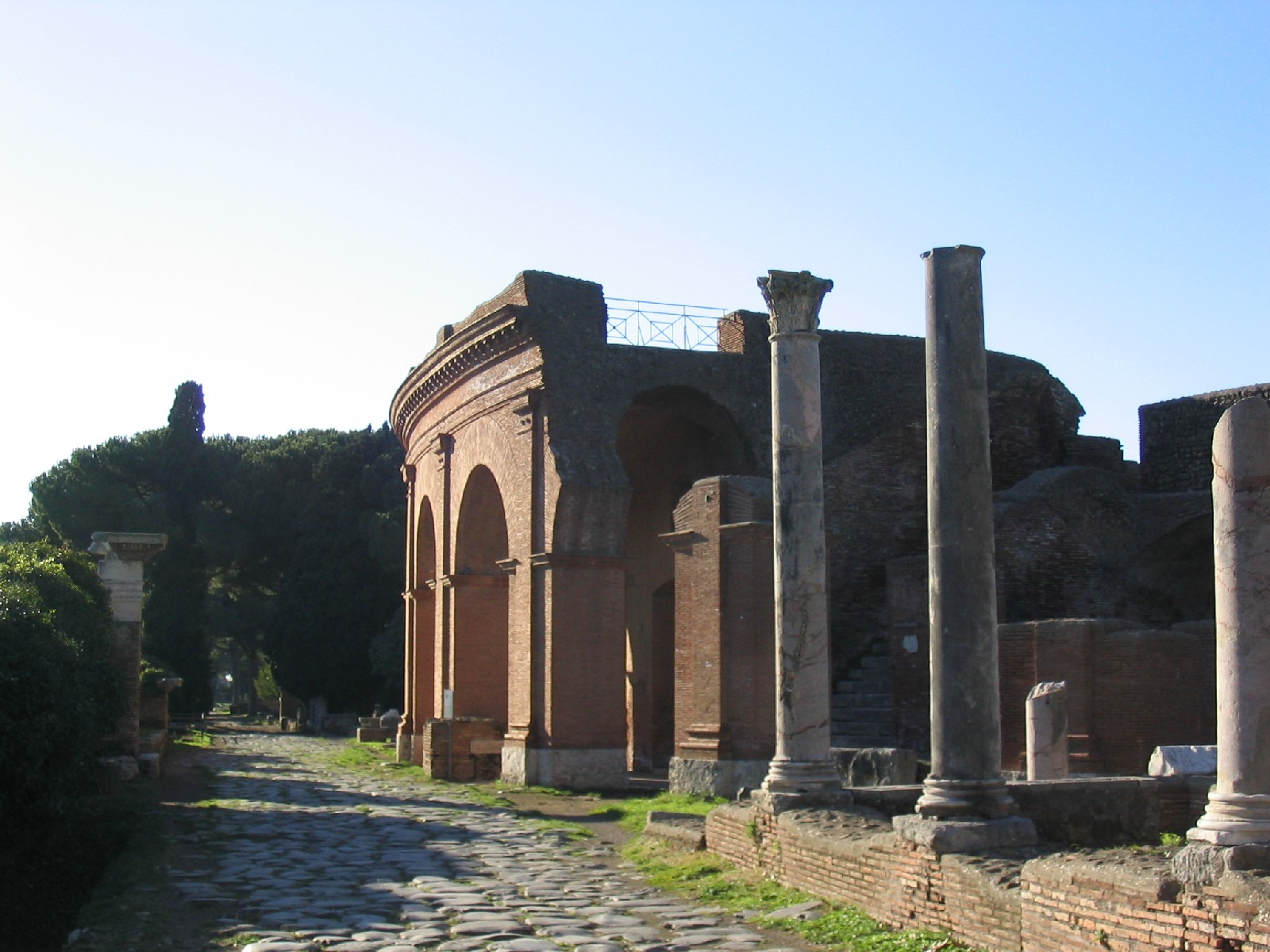
تئاتر از جاده اصلی باستان دیده می‌شود.
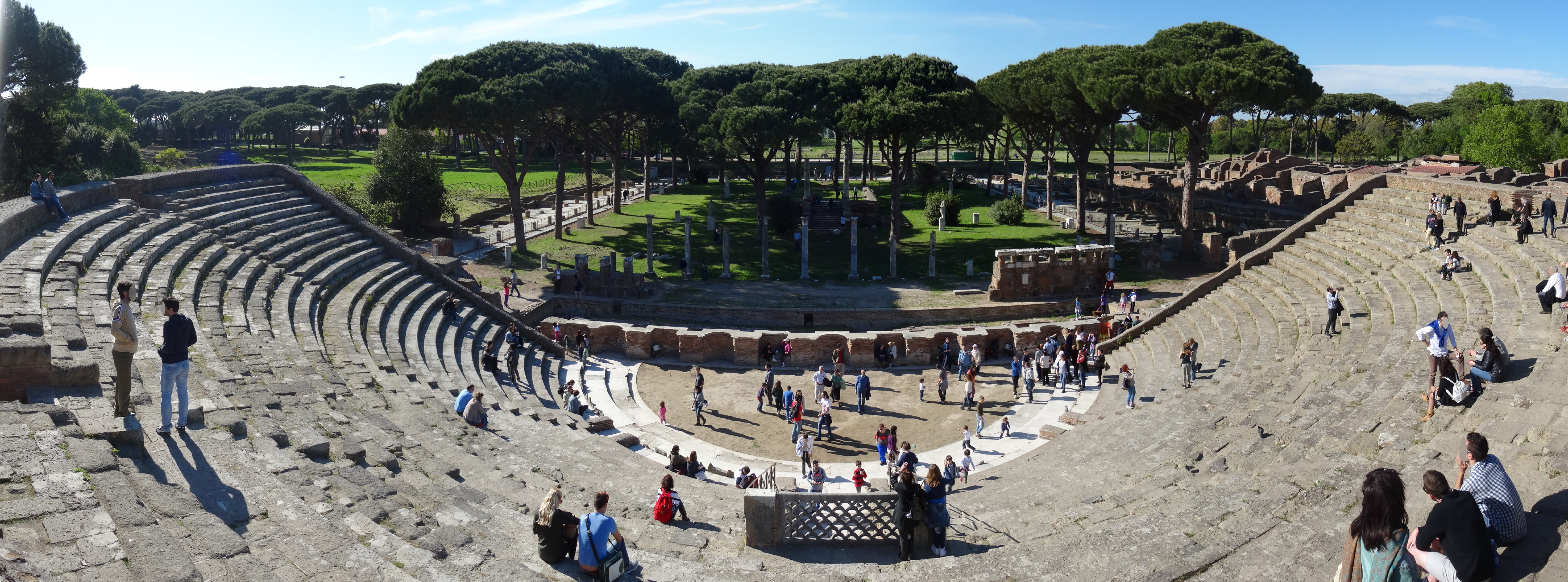
داخل تئاتر.
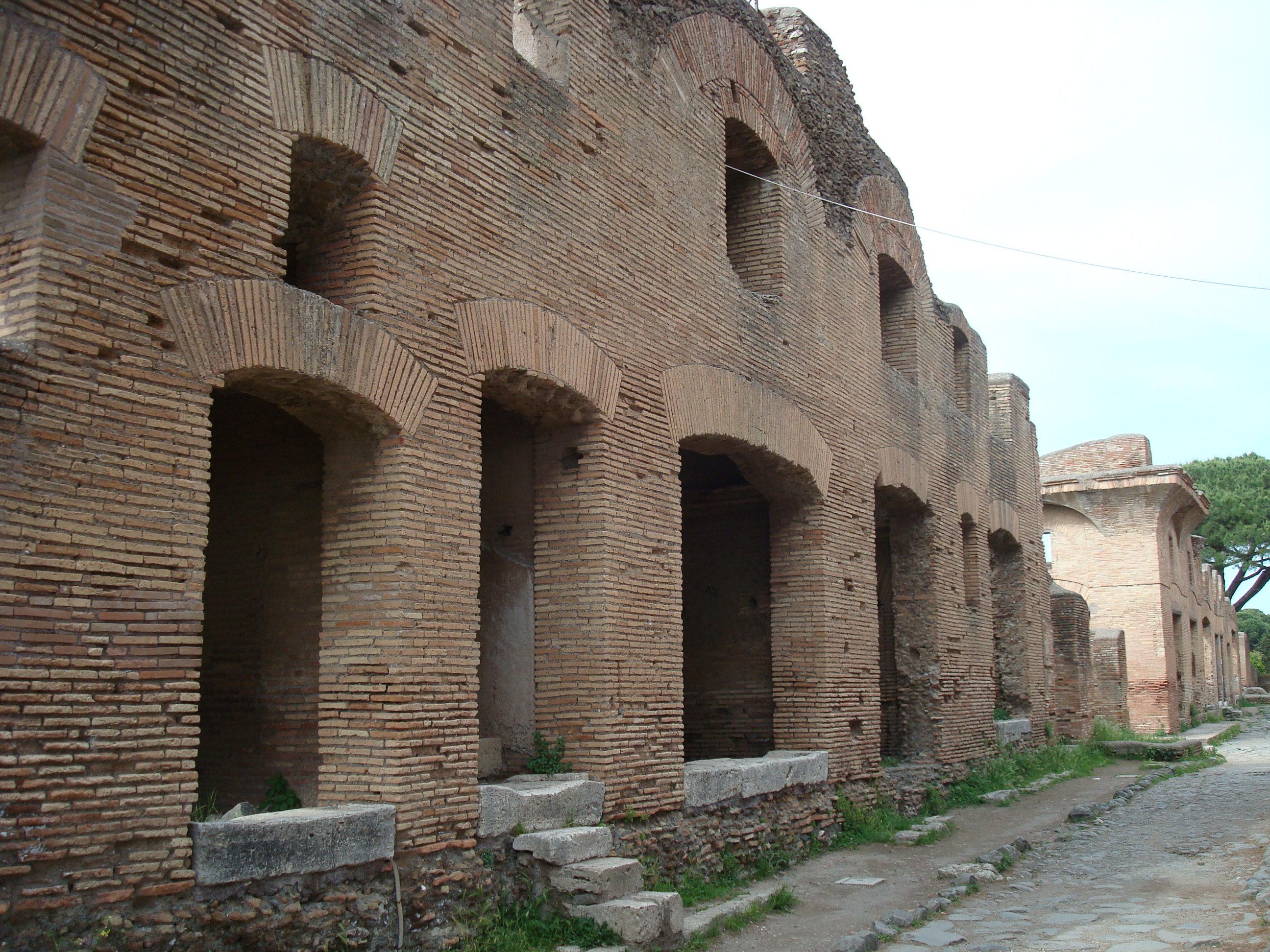
باقی مانده از یک آپارتمان از اوایل قرن 2 میلادی در نزدیکی مرکز شهر
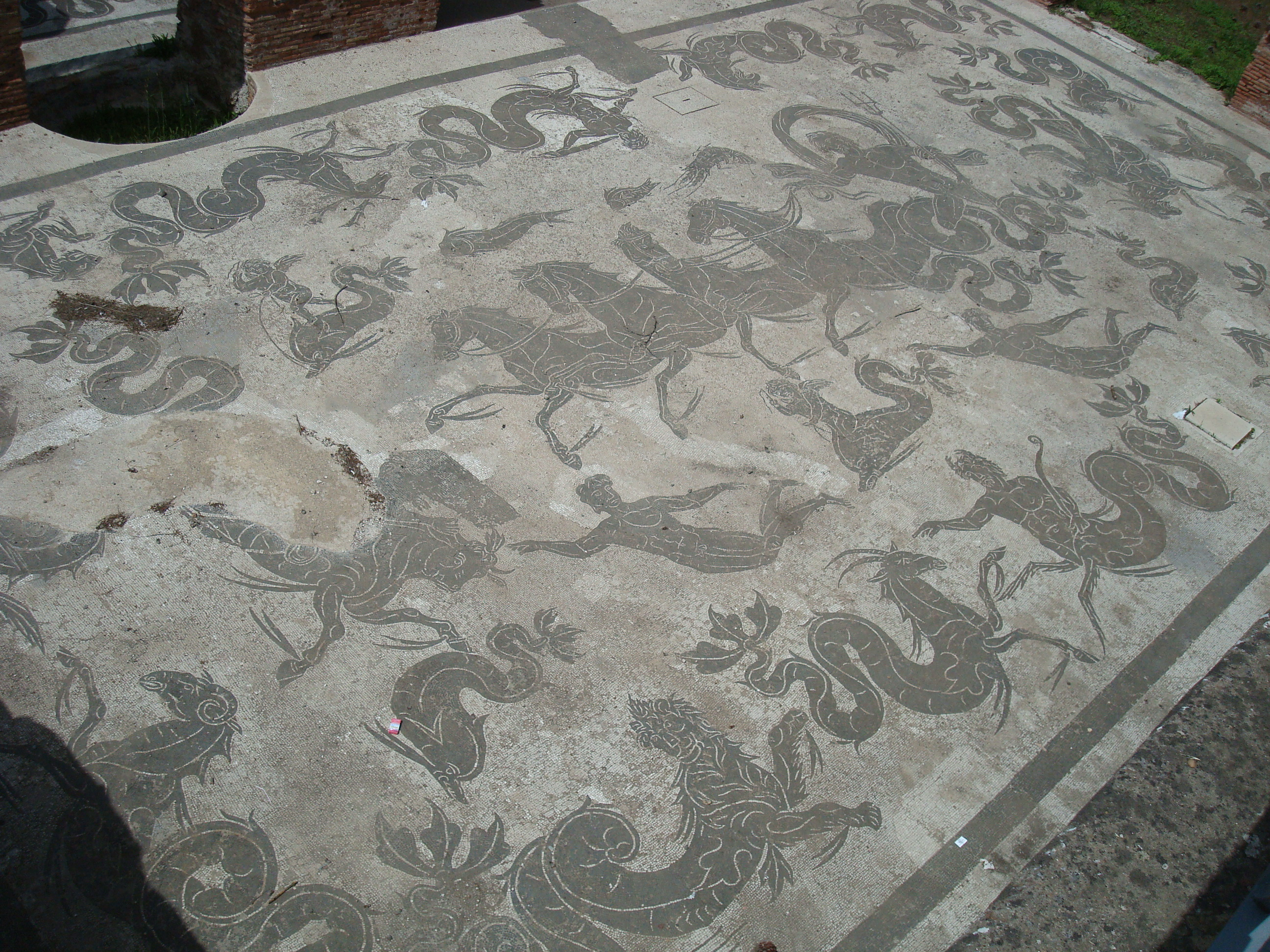
کف موزاییک در حمام، از قرن دوم میلادی
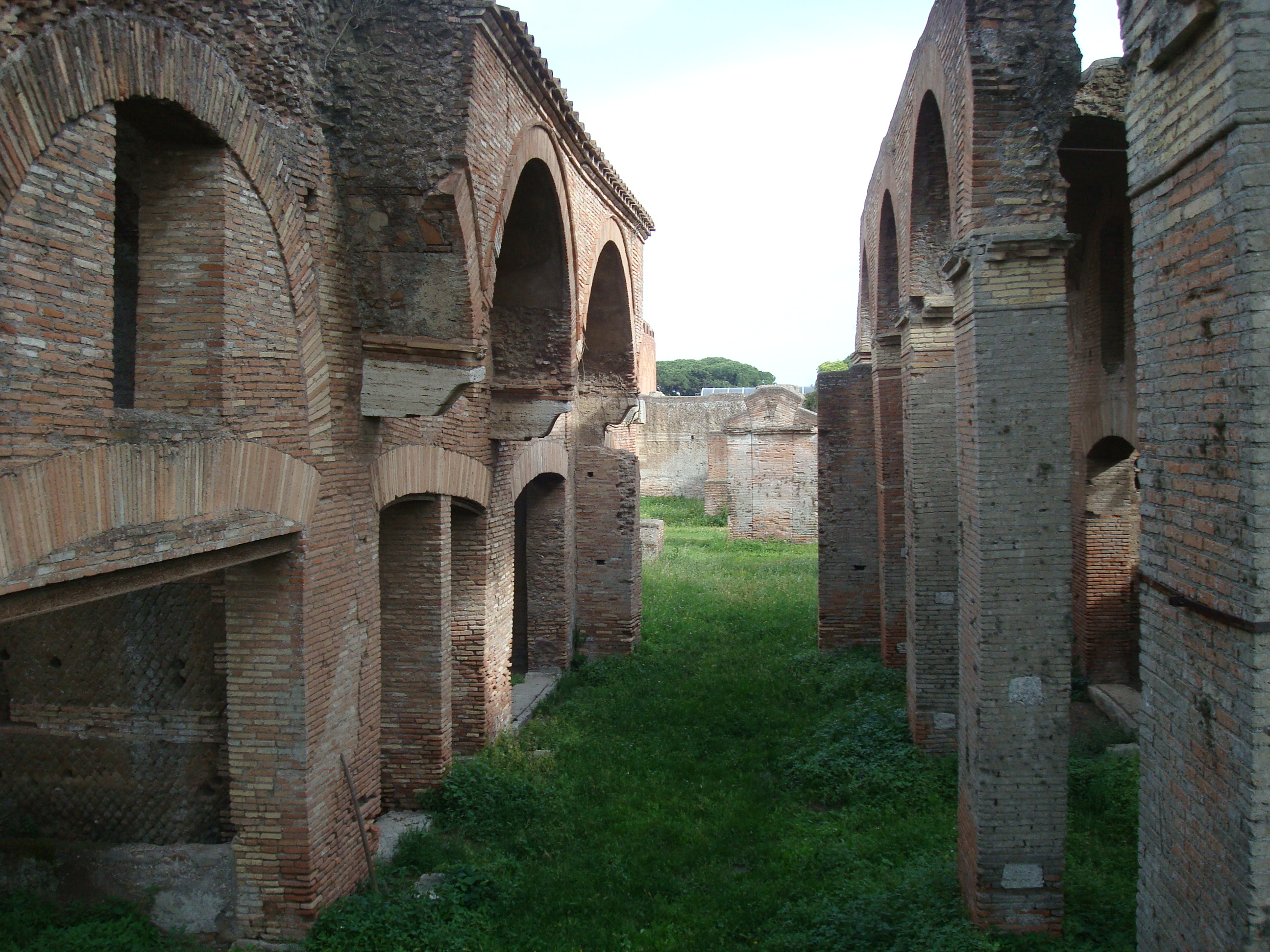
انبارها در کنار بانکهای تیبر قدیمی
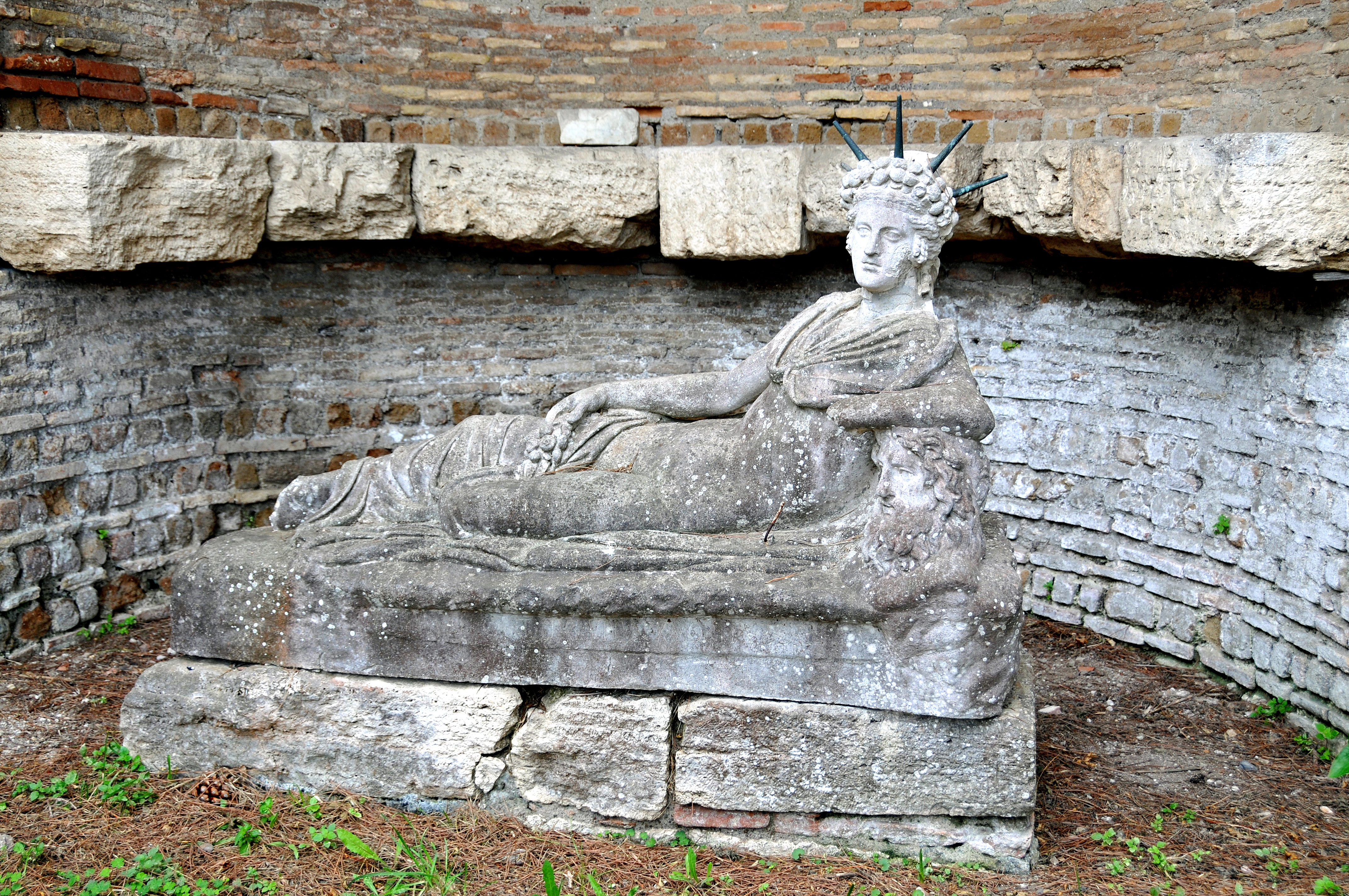
مجسمه آتیس.
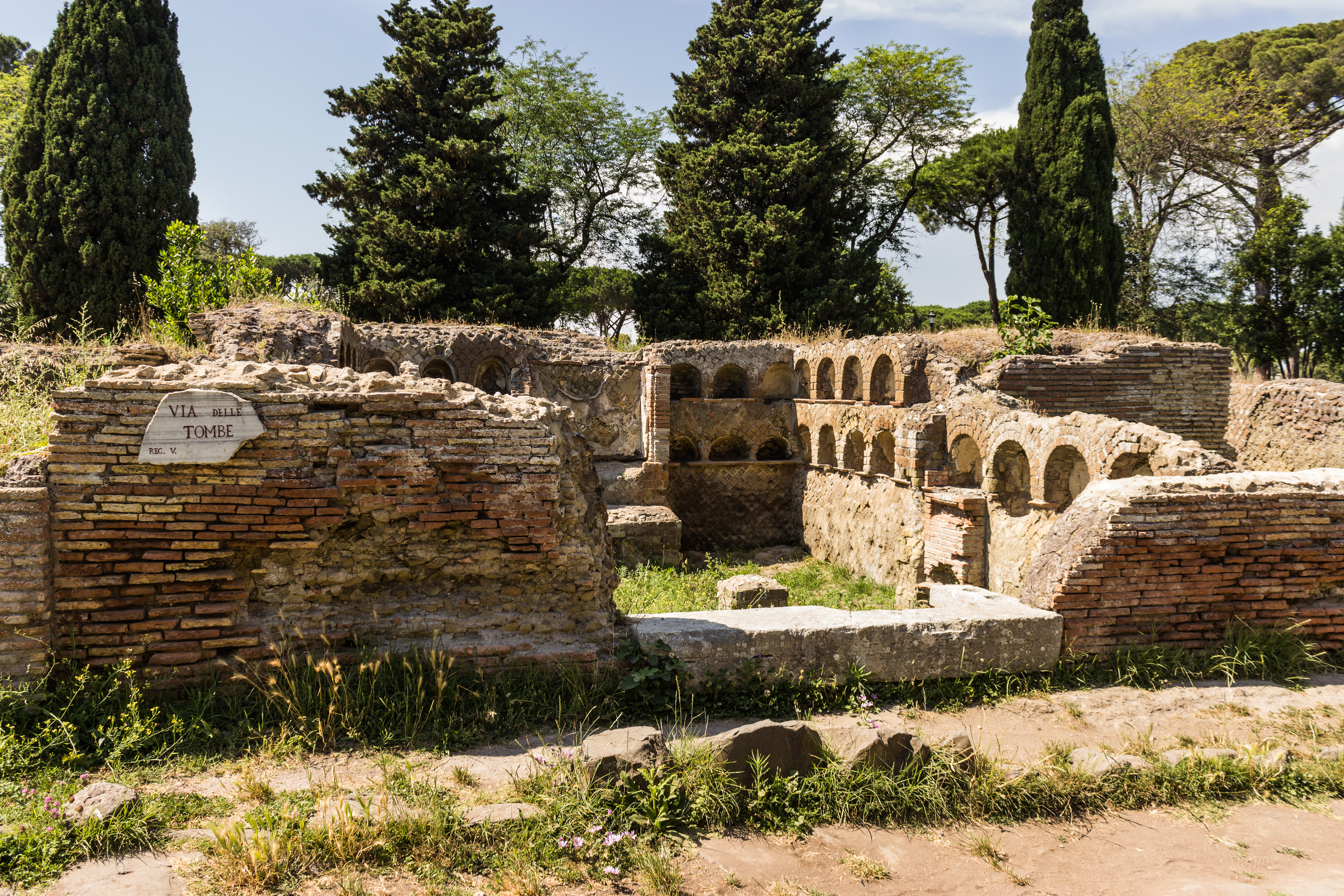
راه  دل توب
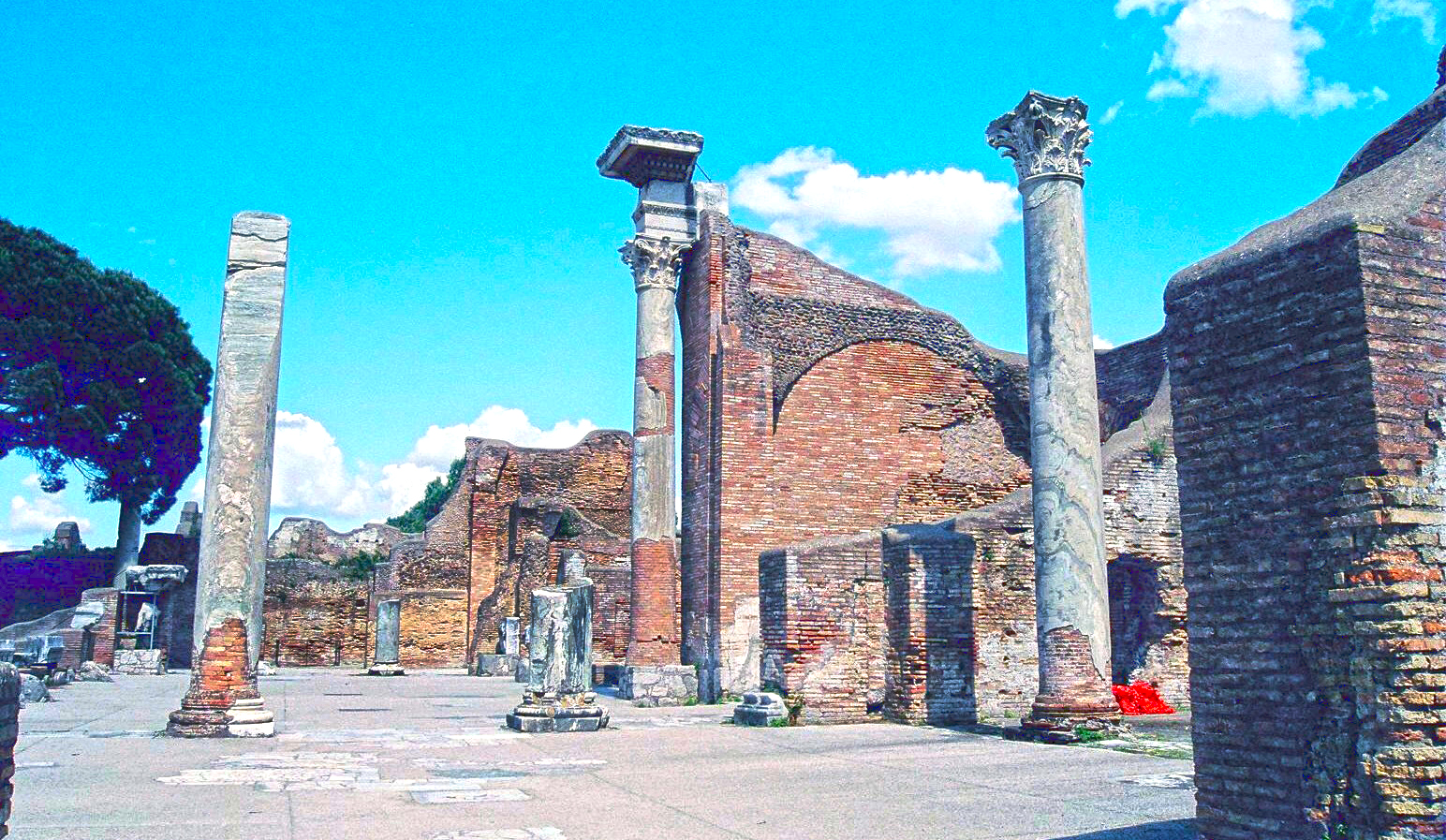
حمام اصلی